# Денормалізовані числа
Денормалізовані числа (англ. denormalized numbers, subnormal numbers) — вид чисел з плаваючою комою, визначений у стандарті IEEE 754. При запису у форматах float, double, long double їх експонента буде записана як 0. Для отримання їх значення не потрібне використання неявної одиниці; мантиса просто множиться на найменшу для даного формату експоненту.
Денормалізовані числа знаходяться ближче до 0, ніж найменше нормалізоване число.

## Питання продуктивності
Деякі процесори і математичні співпроцесори працюють з денормалізованими числами апаратним способом з тією ж швидкістю, що й з нормалізованими. Однак у деяких процесорах така апаратна обробка не реалізована (наприклад, щоб уникнути ускладнення реалізації FPU), і малі значення або приводяться відразу до нуля (див. Антипереповнення), або обробляються в операційній системі програмним способом. Другий варіант призводить до збільшення часу обробки денормалізованих чисел.